# Rhopalomyia subhumilis
Rhopalomyia subhumilis är en tvåvingeart som beskrevs av Gagne 1977. Rhopalomyia subhumilis ingår i släktet Rhopalomyia och familjen gallmyggor.
Artens utbredningsområde är Utah. Inga underarter finns listade i Catalogue of Life.